# 熊本県道56号水俣田浦線
熊本県道56号水俣田浦線（くまもとけんどう56ごう みなまたたのうらせん）は、熊本県水俣市から葦北郡芦北町に至る県道（主要地方道）である。

## 概要
起点および終点で国道3号に接続し、国道3号より西側の海沿いを大きく迂回するルートをとる。国道3号とは2回重複する。
津奈木町福浜にすれ違いが困難なほど道幅の狭い区間があるが、この区間以外は道幅は広く、比較的走行しやすい。

### 路線データ
- 陸上距離：37.9 km
- 起点：熊本県水俣市陣内1丁目（国道3号交点）
- 終点：熊本県葦北郡芦北町大字海浦（海浦交差点、国道3号交点）

## 歴史
- 1993年（平成5年）5月11日 - 建設省から、県道田浦佐敷港芦北線・県道岩城湯浦線・県道津奈木水俣線が水俣田浦線として主要地方道に指定される[1]。
- 1994年（平成6年） - 上記告示に基づき路線認定。

## 路線状況

### 重複区間
- 国道3号（葦北郡津奈木町大字小津奈木 - 葦北郡津奈木町大字岩城）
- 国道3号（葦北郡芦北町大字湯浦・湯浦交差点 - 葦北郡芦北町大字芦北・芦北町役場前交差点）

### 道路施設

#### トンネル
- 女島トンネル：延長332 m、2006年（平成18年）竣工、葦北郡芦北町

## 地理

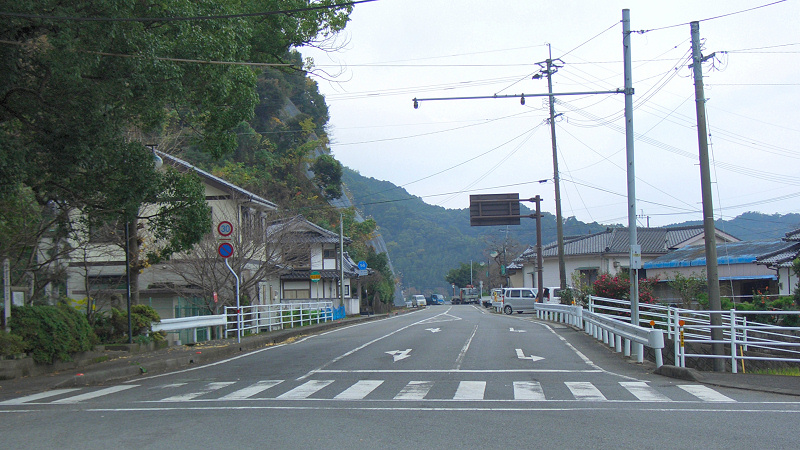
終点の様子

### 通過する自治体
- 水俣市
- 葦北郡津奈木町
- 葦北郡芦北町

### 交差する道路
| 交差する道路            | 市町村名 | 市町村名 | 交差する場所 | 交差する場所       |
| ----------------------- | -------- | -------- | ------------ | ------------------ |
| 国道3号                 | 水俣市   | 水俣市   | 陣内1丁目    | 起点               |
| 国道3号 重複区間起点    | 葦北郡   | 津奈木町 | 大字小津奈木 |                    |
| 国道3号 重複区間終点    | 葦北郡   | 津奈木町 | 大字岩城     |                    |
| 国道3号 重複区間起点    | 葦北郡   | 芦北町   | 大字湯浦     | 湯浦交差点         |
| 熊本県道270号天月湯浦線 | 葦北郡   | 芦北町   | 大字湯浦     |                    |
| 国道3号 重複区間終点    | 葦北郡   | 芦北町   | 大字芦北     | 芦北町役場前交差点 |
| 国道3号                 | 葦北郡   | 芦北町   | 大字海浦     | 海浦交差点 / 終点  |

### 沿線
- 芦北海岸県立自然公園
- 女島簡易郵便局
- 平国簡易郵便局
- 湯の児温泉
- 湯の児島
- 薬草岳
- 水俣病研究センター
- 熊陣山